# Osoyoos Indian Reserve 1
Osoyoos Indian Reserve 1 är ett reservat i Kanada.   Det ligger i provinsen British Columbia, i den södra delen av landet, 3 300 km väster om huvudstaden Ottawa.
Trakten runt Osoyoos Indian Reserve 1 består i huvudsak av gräsmarker. Runt Osoyoos Indian Reserve 1 är det mycket glesbefolkat, med 3 invånare per kvadratkilometer.